# Plain Clothes
Plain Clothes is een Amerikaanse komedie uit 1988, geregisseerd door Martha Coolidge. De hoofdrollen worden vertolkt door Arliss Howard en Suzy Amis. De film was een flop aan de kassa en is na een zeer korte en beperkte release uit de bioscopen gehaald.

## Verhaal
De jongere broer van politieagent Nick Dunbar (Arliss Howard) wordt beschuldigd van de moord op zijn leraar Mr. Bradwood. Nick gaat undercover als leerling in de middelbare school van zijn broer om de ware dader te ontmaskeren. Eenmaal daar krijgt hij af te rekenen met de lokale pestkop en wordt het populairste meisje van de school verliefd op hem. Zelf voelt hij zich aangetrokken tot zijn knappe lerares Robin Torrence (Suzy Amis), die ook niet helemaal ongevoelig blijkt voor zijn charmes.

## Rolverdeling
| Acteur              | Personage         |
| ------------------- | ----------------- |
| Arliss Howard       | Nick Dunbar       |
| Suzy Amis           | Robin Torrence    |
| George Wendt        | Chet Butler       |
| Diane Ladd          | Jane Melway       |
| Seymour Cassel      | Ed Malmburg       |
| Larry Pine          | Dave Hechtor      |
| Jackie Gayle        | Coach Zeffer      |
| Abe Vigoda          | Mr. Wiseman       |
| Robert Stack        | Mr. Gardner       |
| Alexandra Powers    | Daun-Marie Zeffer |
| Peter Dobson        | Kyle Kerns        |
| Loren Dean          | Matt Dunbar       |
| Harry Shearer       | Simon             |
| Max Perlich         | Carter            |
| Reginald VelJohnson | Graff             |